# ۳آلفا-مانوبیوس
۳آلفا-مانوبیوس (به انگلیسی: 3α-Mannobiose) با فرمول شیمیایی C۱۲H۲۲O۱۱ یک ترکیب شیمیایی با شناسه پاب‌کم ۴۱۹۵۲۴۳ است. که جرم مولی آن ۳۴۲٫۳ g/mol می‌باشد. 